# Campiglossa sigillata
Campiglossa sigillata är en tvåvingeart som först beskrevs av Munro 1957.  Campiglossa sigillata ingår i släktet Campiglossa och familjen borrflugor. Inga underarter finns listade.